# Hrabstwo Lewis (Nowy Jork)
Lewis – hrabstwo (ang. county) w stanie  Nowy Jork w USA. Populacja wynosi 26 944 mieszkańców (stan według spisu z 2000 r.).
Powierzchnia hrabstwa wynosi 3341 km². Gęstość zaludnienia wynosi 8 osób/km².

## Miasta
- Croghan
- Denmark
- Diana
- Greig
- Harrisburg
- Lewis
- Leyden
- Lowville
- Lyonsdale
- Martinsburg
- Montague
- New Bremen
- Osceola
- Pinckney
- Turin
- Watson
- West Turin

## Wioski
- Castorland
- Constableville
- Copenhagen
- Croghan
- Harrisville
- Lowville
- Lyons Falls
- Port Leyden
- Turin